# Інститут досліджень науково-технічного потенціалу та історії науки імені Г. М. Доброва НАН України
Державна установа «Інститут досліджень науково-технічного потенціалу та історії науки ім. Г. М. Доброва НАН України» (Інститут Доброва)
Сфера діяльності Інституту характеризується фундаментальними, теоретико-методичними та прикладними дослідженнями й розробками в галузі наукознавства, інноватики та історії соціології науки і техніки. 

## Історія
Інститут має свою багаторічну історію і визнання як в Україні, так і за її межами. Історія Інституту почалася в 60-х роках ХХ ст., коли під керівництвом Геннадія Михайловича Доброва почав формуватися колектив наукознавців у межах відділу машинних методів історико-наукової інформації Інституту історії АН УРСР. У березні 1968 р. він став відділом Інституту математики, а потім переводився до кількох інших академічних інститутів:
- 1961-1967. Відділ машинних методів обробки історико-наукової інформації, Інститут історії АН УРСР
- 1967–1968. Відділення наукознавства, Інститут математики АН УРСР
- З 1969 по 1971 рр. — підрозділ Ради по вивченню продуктивних сил України АН УРСР
- 01.01.1969 – 01.07.1971 Відділення комплексних проблем наукознавства, Рада з вивчення продуктивних сил УРСР АН УРСР. Постанова Президії АН УРСР № 346 від 14.11.1968
- З 1971 р. по 1984 р. — сектор Комплексних проблем наукознавства (СКПН), Інститут кібернетики АН УРСР

Відділи 1000 (Г. М. Добров, В. К. Кузнецов), 1010 (В. М. Клименюк, Ю. М. Канигін), 1020 (Л. П. Смирнов, Ю. В. Єршов), лабораторії 1001 (О. О. Корінний), 1002 (Б. Я. Брусиловський), 1011 (Л. С. Козачков).
- З 1984 р. по 1986 р. — Центр досліджень науково-технічного потенціалу у складі Ради по вивченню продуктивних сил України АН України.
- У 1986 р. до складу Центру досліджень науково-технічного потенціалу приєднано відділи історії природознавства та техніки Інституту історії АН УРСР, і Центр отримав теперішню назву.
- З 1986 р. по 1991 р. — Центр досліджень науково-технічного потенціалу та історії науки у складі Інституту надтвердих матеріалів АН УРСР.
- У 1989 р. Центру присвоєно ім'я Г. М. Доброва — засновника української школи наукознавства, що зробив значний внесок у розвиток вітчизняного й світового наукознавства.
- У 1991 р. Центр досліджень науково-технічного потенціалу та історії науки ім. Г.М. Доброва НАН України отримав статус науково-дослідного інституту.
- У липні 2014 р. Центр вийшов зі складу Відділення інформатики та був підпорядкований Президії НАН України (Постанова Президії НАН України від 11.07.2014 р. №173).
- У липні 2015 р. Постановою Президії НАН України від 10.07.2015 р. №188 Центр досліджень науково-технічного потенціалу та історії науки ім. Г. М. Доброва НАН України було перейменовано у Державну установу «Інститут досліджень науково-технічного потенціалу та історії науки ім. Г.М. Доброва НАН України».

## Адміністрація
Маліцький Борис Антонович — директор, доктор економічних наук, професор, Заслужений діяч науки та техніки України.
Мех Олег Андрійович — заступник директора, доктор економічних наук, професор, завідувач відділу системних досліджень науково-технологічного потенціалу, Заслужений діяч науки і техніки України.
Кубальський Олег Нарцизович — заступник директора, доктор філософських наук, доцент.
У 1993-2015 рр. заступник директора — к.е.н., старший науковий співробітник Кавуненко Лідія Пилипівна.
Хоменко Юрій Володимирович — заступник директора з науково-технічної роботи.
Корецький Антон Ігорович — учений секретар, кандидат економічних наук.
У 2002-2013 рр. учений секретар Інституту — к.е.н., старший науковий співробітник Красовська Ольга Володимирівна.

## Напрями діяльності
Інститут проводить теоретичні та прикладні дослідження та розробки в галузі історії, теорії та організації науки. Основними напрямами діяльності діяльності Інституту є:
- Проведення наукових досліджень у галузі наукознавства, історії науки і техніки та інноватики;

- Координація наукових досліджень у галузі наукознавства, історії науки і техніки та інноватики в інших установах НАН України;

- Узагальнення досвіду, довгострокових тенденцій, закономірностей й обґрунтування засобів вирішення проблем розвитку науково-технічного потенціалу України в контексті розвитку світової науки і завдань розбудови в Україні знаннєвої економіки і знаннєвого суспільства;

- Науково-організаційного забезпечення здійснення науковими установами та відділеннями НАН України комплексних аналітично-прогнозних досліджень науково-технологічного розвитку України;

- Історико-наукознавчий аналіз досвіду, стану і обґрунтування перспектив науково-технічного та соціально-економічного розвитку НАН України, підвищення її ролі в суспільстві як вищої державної наукової організації України, а саме: 1) вивчення й обґрунтування шляхів підвищення ролі і внеску НАН України у становлення і розвиток в Україні національної інноваційної системи світового рівня; 2) розроблення пропозицій щодо шляхів та засобів інтеграції НАН України у світовий та європейський наукові простори, в тому числі за рахунок активізації співробітництва в рамках ЮНЕСКО, МААН та інших міжнародних організацій; 3) розроблення науково-методичного забезпечення і аналітичне супроводження взаємодії НАН України з найбільш високотехнологічними галузями економіки країни; 4) вивчення досвіду і розроблення пропозицій щодо впровадження в практику діяльності НАН України сучасних методів оцінювання і стимулювання ефективної діяльності наукових установ, їх наукових підрозділів і окремих науковців, використання конкурентних форм фінансування науково-дослідних робіт, збереження й оновлення наукових шкіл.

Інститут виконує методологічні, науково-організаційні, прогнозно-аналітичні, навчально-методичні функції та здійснює координацію й науково-методичне забезпечення наукових досліджень в галузі історії, управління та організації науки, що проводяться науковими установами і вищими навчальними закладами України, надає їм науково-методичну допомогу у підготовці наукових кадрів за профілем Інституту. Інститут співпрацює з Комітетом Верховної Ради України з питань науки і освіти, Кабінетом Міністрів України, міністерствами, відомствами, науковими установами, підприємствами, організаціями України.
Інститут є базовою організацією Українського товариства істориків науки, здійснював науково-методичне забезпечення діяльності Наукової ради з наукознавства при Міжнародній асоціації академій наук (МААН), проводить дослідження щодо стану науки та перспектив науково-технологічного розвитку України, які є основою щорічних проектів доповідей про стан науки та перспективи науково-технологічного розвитку України.
Інститут є єдиною профільною установою в Україні, що комплексно охоплює всю проблематику з наукознавства, історії науки, інноватики та соціології науки і техніки, має наукові результати світового рівня в цих галузях, здійснює підготовку кадрів, співпрацює з органами управління наукою через підготовку науково-аналітичних матеріалів, зокрема доповідних записок, пропозицій до проєктів, тому його пріоритетне фінансування є вкрай важливим для національної стратегії в галузі науки та науково-технічної політики.

## Структура
У складі Інституту функціонують 3 відділи, 1 Центр та 1 міжвідомча лабораторія:
- міжвідомча лабораторія Міністерства освіти та науки України і НАН України з проблем формування і реалізації науково-технічної політики України (завідувач — к.е.н., с.н.с. Булкін І.О.[6],  попередній завідувач лабораторії — Заслужений діяч науки і техніки України, д.е.н., к.ф-м.н., с.н.с. О. С. Попович);
- відділ історії та соціології науки і техніки (завідувачка — доктор історичних наук, старший науковий співробітник Литвинко Алла Степанівна[7], попередній завідувач — д.ф.-м. н., проф., голова Українського товариства істориків науки і техніки Ю. А. Храмов; до відділу було приєднано відділ методології та соціології науки, очолюваний д.філос.н., проф. В. І. Онопрієнко);
- відділ системних досліджень науково-технологічного потенціалу (завідувач — д.е.н., проф. Мех О.А., попередній завідувач відділу — д.е.н., проф., член-кореспондент НАН України І. Ю. Єгоров);
- Центр інновацій та технологічного розвитку (завідувач — кандидат економічних наук Васильєва Олена Владиславівна[8], попередній завідувач — д.е.н., к.т.н., проф. В. П. Соловйов);
- відділ проблем діяльності і стратегії розвитку НАН України (в.о. завідувача — д.ф.-м.н. Міщук Олег Миколайович[9], попередній завідувач — к.т.н. О. О. Грачев).

Інститут сформував унікальний міждисциплінарний колектив, у якому працюють представники понад 10 наукових спеціальностей, що охоплюють широкий спектр фундаментальних галузей природознавства, технічних і суспільних наук. Серед працівників Інституту 10 докторів наук (Литвинко А. С., Маліцький Б. А. , Мех О. А., Онопрієнко В. І., Попович О. С., Рижко Л. В., Соловйов В. П., Храмов Ю. О., Головатюк В. М., Терехов В. І.) та близько 40 кандидатів наук.
В Інституті діє спеціалізована вчена рада із захисту дисертацій на здобуття наукового ступеня доктора наук за спеціальностю:
- 07.00.07 — історія науки та техніки.

## Видавнича діяльність
Інститут регулярно проводить наукові конференції та активно займається видавничою діяльністю, зокрема, видає міжнародний науковий журнал «Наука та наукознавство», періодичний науковий збірник «Нариси з історії природознавства і техніки» тощо.
Відповідальний секретар міжнародного журналу "Наука та наукознавство" — науковий співробітник Велентейчик Тетяна Миколаївна. 

## Основні розробки та досягнення
Розроблено наукові основи аналізу, оцінювання та формування науково-технічного потенціалу в умовах радикальних соціально-економічних трансформацій.
Обґрунтовано інноваційно-орієнтовану модель економічного розвитку України та шляхи її впровадження, що знайшло конкретне втілення в проектах Концепції національної інноваційної системи України та Доктрині інноваційного розвитку наукової сфери України.
На базі отриманих широкомасштабних експертних оцінок запропоновано систему стратегічних і середньострокових пріоритетів розвитку науки та техніки, розроблено також пропозиції стосовно механізму їх реалізації.
Здійснено науково-методичне та організаційне забезпечення виконання Державної програми прогнозування науково-технологічного та інноваційного розвитку на 2004—2006 рр. Узагальнення результатів цього дослідження дозволило розробити нову систему науково-технологічних та інноваційних пріоритетів держави, запропонувати конкретні механізми їх реалізації, що було втілено в проектах законів України та проектах постанов Кабінету Міністрів України.
Розроблено концептуальні основи формування регіональних інноваційних стратегій соціально-економічного розвитку в Україні на основі використання моделі побудови сценаріїв динаміки розподілу державних і ринкових факторів впливу на фактори конкурентоздатності підприємств регіону. Цей підхід ураховує практику Європейської співдружності та соціально-політичні умови в Україні.
Розглянуто роль інформатики в контексті світової науки, показано, що інформатика грає важливу роль в дослідницьких процесах як методологічна дисципліна. Досліджено вклад академіка В. М. Глушкова в розвиток наукознавства, зокрема теорії та практики науково-технологічного прогнозування. Підготовлено бібліографічний довідник персоналій у галузі кібернетики, інформатики й обчислювальної техніки, що нараховує понад 500 прізвищ.
Розвинуто теоретичні основи наукознавства. На основі розробленого в Інституті стандартизованого підходу ідентифіковано й описано діяльність понад 50 наукових шкіл в Україні. Введено в науковий обіг інформацію про діяльність близько 100 учених з уточненням фактів їх біографій.
Видано фундаментальну монографію «Історія фізики», підготовлено до друку монографію «Наукові школи в Україні» та бібліографічний довідник «Українські вчені в галузі природничих наук», що містить 2 тисячі персоналій.
Створено методичний інструментарій для моніторингу академічної науки. Результати соціологічних досліджень окремих аспектів діяльності наукових колективів використано при підготовці рекомендацій по вдосконаленню академічної форми науки.
Результати теоретичних досліджень покладено в основу розробки законів, концепцій, програм, моделей, методик, необхідних для державного управління науковою й інноваційною діяльністю. Їх використано при підготовці ряду законодавчих актів. Розроблено інноваційну модель структурних змін економіки, яку схвалено розширеною колегією Міністерства економіки України, Державну програму прогнозування науково-технологічного та інноваційного розвитку України, затверджену Кабінетом Міністрів Україна, а також ряд методичних рекомендацій з інших питань. Основні положення отриманих результаті відображено в монографіях: «Наука и инновации в процессах социально-экономического развития» (2006 г.), «Инновационная деятельность как системный процесс в конкурентной экономике» (2006 г.), «Прикладне наукознавство» (2007 г.), «Науковедение, поиск системных идей» (2008 г .), «Научный потенциал государств -членов организации Черноморского экономического сотрудничества» (2008 г.) та ін.
На центр покладено координацію теоретико-методичних, прикладних досліджень і розробок у галузі наукознавства та історії науки і техніки, які виконуються в установах НАН України. Його ядром стала створена відомим в країні і світі українським науко-знавцем Г. М. Добровим наукова школа дослідників історії, теорії і організації науки.
Особливо вагомим внеском центру в світове наукознавство є розробка теоретичних основ формування й оцінювання науково-технічного потенціалу, обґрунтування шляхів його трансформації в умовах радикальних соціально-економічних змін і посилення ролі науки і технологічного застосування її результатів у підвищенні інновативності економіки.

## Співробітництво
Інститут виконує спільні проекти з науковими закладами країн Європейського Союзу, СНД, інших держав та міжнародних організацій.
Працівники Інституту є експертами міжнародних програм, членами Європейської асоціації досліджень та технологій, Європейської асоціації з еволюційної економіки, Міжнародного союзу з наукометрії та інформетрії, Європейської дослідницької та освітньої програми, членами редколегій міжнародних наукових журналів International Journal of Innovation in the Digital Economy (Бельгія), «Технологічне навчання, інновації та розвиток» (Швейцарія) тощо.
З 2011 р. Інститут є базовою організацією Національного контактного пункту Рамкової Програми ЄС з досліджень та інновацій “Горизонт 2020” за напрямом «Європа у мінливому світі − інноваційні, розумні суспільства рівних можливостей», де здійснюється експертно-консультаційна і методичної робота із залучення українських учених до участі у “Горизонт 2020” з досліджень та інновацій; проводяться індивідуальні консультації, надається допомога українським організаціям щодо пошуку партнерів та створення консорціумів для подачі спільних заявок . Керівник НКП — Каплинський О.В. Сайт НКП: https://stepscenter.org.ua/goryzont-2020 [Архівовано 6 січня 2022 у Wayback Machine.]. 